# Franco Manfroi
Franco Manfroi (Canale d'Agordo, 11 giugno 1939 – Belluno, 12 ottobre 2005) è stato un fondista e un allenatore di sci nordico italiano.

## Biografia
Muore il 12 ottobre 2005, all'età di 66 anni, all'Ospedale civile di Belluno, a causa di una grave forma di leucemia.

### Carriera sciistica
Dopo essersi fatto notare ai Campionati italiani juniores di sci nordico 1958, vincendo la staffetta e chiudendo al 5º posto la gara individuale, l'anno dopo entrò in nazionale.
In carriera ha partecipato a due edizioni dei Giochi olimpici invernali, Innsbruck 1964 (19° nella 50 km) e Grenoble 1968 (32° nella 15 km, 25° nella 30 km), e a tre dei Campionati mondiali, vincendo la medaglia di bronzo a Oslo 1966 insieme a Giulio De Florian, Gianfranco Stella e Franco Nones.
Ai Campionati italiani ha vinto due titoli, entrambi in staffetta; nella gara a squadre fu ininterrottamente sul podio nei Campionati italiani di sci nordico dal 1961 al 1969, mentre in quelle individuali non riuscì mai a conquistare un oro, pur vincendo varie altre medaglie nella 15 km, nella 30 km e nella 50 km.

### Carriera da allenatore
Agli XI Giochi olimpici invernali di Sapporo 1972 fu aiuto-allenatore della nazionale italiana e negli anni successivi, fu a lungo maestro di sci sulla Marmolada.

### Curiosità
L'8 ottobre 2000 prese parte a una puntata del programma televisivo Ciao Darwin 3, nella sfida Bagnini contro maestri di sci.

## Palmarès

### Mondiali
- 1 medaglia:
  - 1 bronzo (staffetta a Oslo 1966)

### Campionati italiani
- 2 ori (staffetta nel 1961; staffetta nel 1964)[2]
- varie medaglie di argento e di bronzo[2]

### Campionati italiani juniores
- 1 medaglia[2]:
  - 1 oro (staffetta nel 1958)

## Riconoscimenti
Nel marzo 2009 sono state dedicate a Manfroi la pista invernale di sci fondo in Val di Gares e una gara di sci fondo, il "Trofeo Franco Manfroi".